# 大蔵省金融局
金融局（きんゆうきょく）は太平洋戦争末期から占領下の時代にかけて置かれていた大蔵省の内部部局。

## 概要
所掌
大蔵省官制中改正の件（昭和20年5月18日勅令第308号）第9条に所掌事務が規定されている。
```
（金融局の所掌事務）
第9条 金融局に於いては左の事務を掌る。
一 国内
資金
の運用調整其の他国内資金の統制に関する事項但し資金調整及
会社経理
統制に付ては
軍需省
の所管に関するものを除く。
二 前号に掲ぐるものの外一般
金融
に関する事項。
三 
国庫金
の出納、管理及運用に関する事項。
四 
貨幣
に関する事項。
五 
国債
に関する事項。
六 保管金、
政府
の所有又は保管に係る有償
証券
及政府出資
特別会計
に関する事項。
七 預金部預金の管理竝に預金部資金の運用又
経理
に関する事項。
八 
銀行
、
信託
、
保険
及無尽に関する事項。
九 市街地信用組合、地方農業会、
信用組合
、
戦時金融金庫
、
庶民金庫
、
恩給金庫
、
農林中央金庫
及
商工組合中央金庫
に関する事項。
十 取引所、
有償証券引受業
、
有償証券業
及有償証券割賦販賢に関する事項。
十一 
社債
等の登録に関する事項。
十二 
紙幣類似証券
及商品券に関する事項。
十三 
計理士
に関する事項。
```

## 組織

### 国庫課
所掌
大蔵省分課規定（昭和20年5月19日）に所掌事務が規定されている。
```
（国庫課の所掌事務）
一 
国庫金
の出納、管理及運用に関すること。
二 
国債
の発行、償還及利子払竝に借入金に関すること。
三 
政府資金
の収支の調整に関すること。
四 
貨幣
に関すること。
五 
紙幣
其の他
有価証券
の製造に関すること。
六 保管金及
政府
の所有又は保管に係る有価証券に関すること。
七 
家禄
賞典禄
の処分に関すること。
八 
国債整理基金特別
及公債金特別会計に関すること。
九 企業整備資金措置法に依する政府特殊借入金に関すること。
十 戦時喪失無記名国債証券臨時措置法の施行に関すること。
十一 一般
金融
に関すること。
十二 金融局主管にして他課に属せざる事務に関すること。
```

### 銀行課
所掌
大蔵省分課規定（昭和20年5月19日）に所掌事務が規定されている
```
（銀行課の所掌事務）
一 
銀行
政策一般に関すること。
二 
日本銀行
、
横浜正金銀行
、
日本勧業銀行
、
日本興業銀行
、
北海道拓殖銀行
、
台湾銀行
、
朝鮮銀行
等の他特別の法令に依い設立せられたる銀行に関すること。
三 
庶民金庫
、
恩給金庫
、
農林中央金庫
及
商工組合中央金庫
に関すること。
四 
普通銀行
、
貯蓄銀行
及本邦所在
外国銀行
に関すること。
五 
信託
（
投資信託
を除く）及無尽に関すること。
六 市街地信用組合、地方農業会及
信用組合
に関すること。
七 
短資業
に関すること。
八 金融統制団体（保険証券課の所管に属するものを除く）に関すること。
九 軍需金融等特別措置法第3条、第9条1項、第10条乃至第10条及第24条の規定の施行に関すること。
十 銀行等資金運用令第2条、第7条（軍需金融に関するものを除く）、第8条、第9条及第12条（第6項及第7項中軍需金融に関するものを除く）の規定竝に
金融機関
（保険証券課の所管に属するものを除く）に関する
会社経理
統制令の施行に関すること。
十一 金融機関に関する企業整備資金措置法第6条、第7条及第14条の規定の施行に関すること。
十二 金融機関（保険証券課の所管に属するものを除く）の検査に関すること。
十三 
社債
等の登録及
紙幣類似証券
に関すること。
十四 金融機関（保険証券課の所管に属するものを除く）に関係を有する
公益法人
に関すること。
十五 金融機関の発行する
債券
に関すること。
十六 金融機関（保険証券課の所管に属するものを除く）に対する
補助金
、補給金に関すること。
十七 
金融
制度の調査及金融機関の統計に関すること。
```

## 金融局長
| 氏名     | 就任年月日     | 後職     | 備考       |
| 金融局長 | 金融局長       | 金融局長 | 金融局長   |
| -------- | -------------- | -------- | ---------- |
| 武村義雄 | 1945年5月19日  | 退官     |            |
| 久保文蔵 | 1945年10月27日 | 退官     | 金融局次長 |
| 江沢省三 | 1946年1月30日  | 銀行局長 |            |

## 金融局次長
| 氏名       | 就任年月日     | 後職         | 備考       |
| 金融局次長 | 金融局次長     | 金融局次長   | 金融局次長 |
| ---------- | -------------- | ------------ | ---------- |
| 野田卯一   | 1945年5月19日  | 外資局長     |            |
| 久保文蔵   | 1945年10月27日 | 退官         | 金融局長   |
| 舟山正吉   | 1945年11月24日 | 国有財産局長 |            |